# Красинское водохранилище
Красинское водохранилище — водохранилище в Криворожском районе Днепропетровской области (Украина), севернее села Красовское. Водохранилище находится в государственной собственности, объект обслуживает Криворожский ЭУ Софиевского МУВХ (село Красовское).
Сооружено в 1962 году в одном из отрогов балки Широкой. Объём воды — 52 млн м³, площадь водного зеркала — 1360 га, прибрежная защитная полоса — 50 м.
Красинское водохранилище является одним из звеньев в цепочке водоёмов-приемников очищенных сточных вод Кривого Рога. Далее они поступают через речки Каменку и Базавлук в Каховское водохранилище. Воды водохранилища используются также для орошения.